# エジプト第16王朝
エジプト第16王朝（エジプトだい16おうちょう、紀元前17世紀頃 - 紀元前16世紀頃）は古代エジプト第2中間期の王朝。

## 概要
第16王朝という名称は後代の歴史家マネトーの記述によるものだが、その実態については研究者の間でも見解が分かれており、ヒクソスの諸侯を寄せ集めて分類したものであるとする説と、ヒクソスの侵略から逃れてナイル川上流域に移った第13王朝の残存勢力であるとする説の二つがある。

### 小ヒクソス
第16王朝が存在したとされる時代は、いわゆるヒクソス（ヘカ・カスウト 「異国の支配者達」の意）が第15王朝を形成してエジプトを支配していた時代だった。多くの研究者は長年、第16王朝は第15王朝に従属する諸侯を纏めたものであるとする立場を伝統的に取ってきた。テーベ（古代エジプト語：ネウト、現在のルクソール）の第17王朝が勢力を伸ばし第15王朝を滅ぼすと、これらの諸侯の領土もテーベ政権の支配下に入った。第15王朝を「大ヒクソス」と呼ぶのに対し、第16王朝を「小ヒクソス」と呼ぶ場合があるが、通常ヒクソスと言えば第15王朝の諸王を指す。

### テーベの王たち
Kim Ryholtは近年の研究で、第16王朝がヒクソスによる王朝ではなく、第17王朝以前にテーベを本拠地としたエジプト人による王朝であったという新しい見解を発表している。
従来の研究では第15王朝と同時期にテーベ地域を支配した王たちは全て第17王朝という一つの王朝にまとめられていた。しかし90年代に入って出土品や記念碑についての研究が進むと、一部の王たちの出自や血縁関係について大まかに分かるようになり、王位が継承された順番や家系図も漠然とながら浮かび上がってきた。
その結果、後の第18王朝に繋がる家系の出身である事が明らかになった王たちを第二中間期後半に配置して第17王朝と呼び、この家系よりも以前、第二中間期の前半から半ばにテーベを統治した出自や相互関係の不明瞭な王たちを第16王朝とする新しい説が提唱され、支持を集めるようになった。
また、第16王朝が断絶したのは、第15王朝を中心とするヒクソスの勢力によってテーベが一時的に征服されたためであるという説も提唱されている。しかし、比較的新しいこの説は裏付けとなる史料が不足しており、受け入れに慎重な姿勢の研究者も多い。Ryholtら提唱者も推測的である事を認めている。
一方、Julien SiesseらはRyholtの提唱する第16王朝の王たちがテーベの政権である事は認めつつも、第13王朝の後継として位置付ける事は否定している。
Siesseはイチ・タウイの政権が従来考えられていたよりも後の時代まで機能していた可能性を提示しており、ヒクソス政権の確立時期を通説よりも新しい時期に置く。また、ヒクソスとの間に武力衝突が起こった事を示す文書記録は殆ど確認されておらず、出土品から推測される物品の流通状況から両勢力はむしろ第二中間期の殆どの期間を通して主要な貿易相手であったと考えられる一方、ヌビアとの紛争については多くの碑文が残されている事を指摘し、これを踏まえて第16王朝の実態は南方の敵との戦いを主導したテーベ人による政権であったとする仮説を提唱している。

## 歴代王
第16王朝についてまとまった歴史記録はほとんど無い。マネトは第16王朝に32人のヒクソス王がいたと記しているが個々の王名は挙げられていない。トリノ王名表には第16王朝に分類される王が記録されているが、これらの王は同時代史料にはほぼ登場しない。僅かにアナテル（アナト・ヘル）王とヤコブアアム王の名が当時の下エジプト（ナイル川三角州地帯）と南パレスチナで発見されたスカラベなどに記されているのが発見されているのみである。
以下に示す一覧は英語版ウィキペディアからの一覧を転載したものであるが、他の資料等との間に整合性の取れない王名もあり正確性を保障されたものではない。
| 名前                          | 備考                                                         |
| ----------------------------- | ------------------------------------------------------------ |
| アナト・ヘル                  | 第15王朝の王子か、第12王朝時代のカナン派の首長の可能性もある |
| アペル・アナト                | 第15王朝初期の王の可能性がある                               |
| セムケン                      | 第15王朝初期の王の可能性がある                               |
| サキル・ハル                  | 第15王朝初期の王の可能性がある                               |
| アペピ                        | アペピ1世と同一人物の可能性がある                            |
| マアイブラー・シェシ          | 第15王朝か第14王朝の王である可能性もある。                   |
| ヤコブヘル                    | 第15王朝か第14王朝の王である可能性もある。                   |
| ネブウセルラー・ヨアム        |                                                              |
| アム                          |                                                              |
| スネフェルアンクラー・ペピ3世 |                                                              |
| ヘプウ                        |                                                              |
| アナティ                      |                                                              |
| べブネム                      |                                                              |
| ネブマアトラー                | 第17王朝の王である可能性もある。                             |
| アヌトイラー                  |                                                              |
| メリイブラー                  |                                                              |
| ネブアンクラー                |                                                              |
| ニカラ―2世                    |                                                              |
| シャレク                      |                                                              |
| ワザド                        | 第14王朝の王である可能性もある。                             |
| クァー                        | 第14王朝の王である可能性もある。                             |
| セヘネス                      | 第14王朝の王である可能性もある。                             |
| イネク                        |                                                              |

第16王朝がヒクソスから独立したテーベの王国であったと仮定するKim Ryholtの説では、トリノ王名表に記録されている15人の王がこの王朝に属するとされ、そのうちの何人かは発掘された同時代の遺物でも実在が証明されている。また、彼らの支配はテーベだけでなく、アビドスやエドフといった上エジプトの他の都市にも及んでいたかもしれないとしている。尚、この説では従来第16王朝に分類されていた上記の王たちは新たに第14王朝に分類し直されている。
| ホルス名       | 即位名           | 誕生名            | 在位              | 備考                             |
| -------------- | ---------------- | ----------------- | ----------------- | -------------------------------- |
|                |                  | 名前不明の王      | 前1649年-1648年   | 王名表の欠損によって失われている |
| セメンタウィ   | セケムラー       | ジェフウティ      | 前1648年-前1645年 |                                  |
| セウセルタウィ | セケムラー       | セベクヘテプ8世   | 前1648年-前1645年 |                                  |
| セアンクタウィ | セケムラー       | ネフェルヘテプ3世 | 前1629年-前1628年 |                                  |
|                | セアンクエンラー | メンチュヘテプ6世 | 前1628年-前1627年 |                                  |
|                | スワジエンラー   | ネビリイアウ1世   | 前1627年-1601年   |                                  |
|                |                  | ネビリイアウ2世   | 前1601年          |                                  |
|                |                  | セメンラー        | 前1601年-1600年   |                                  |
|                | セウセルエンラー | ベビアンクウ      | 前1600年-前1588年 |                                  |
|                | セケムラー       | セヘドワセト      | 前1588年          |                                  |
|                |                  |                   | 前1588年-1582年   | 名前不明の5人の王                |